# Stjärna en Aska
Stjärna en Aska (Zweeds: Stjärna och Aska) is een småort in de gemeente Södertälje in het landschap Södermanland en de provincie Stockholms län in Zweden. Het småort heeft 160 inwoners (2005) en een oppervlakte van 28 hectare. Eigenlijk bestaat het småort uit twee verschillende plaatsen: Stjärna en Aska. Het småort ligt op het schiereiland Enhörna in het Mälarmeer.